# Loss of Life
Loss of Life é o quinto álbum de estúdio da banda de rock americana MGMT. Foi lançado em 23 de fevereiro de 2024, tornando-se sua estreia na gravadora Mom + Pop, e seu primeiro álbum de estúdio em seis anos desde Little Dark Age, de 2018. Conta com a participação da cantora francesa Christine and the Queens, tornando-a a primeira convidada em um álbum do MGMT.
| Críticas profissionais | Críticas profissionais |
| Pontuações agregadas   | Pontuações agregadas   |
| Fonte                  | Avaliação              |
| ---------------------- | ---------------------- |
| Metacritic             | 79/100                 |
| Avaliações da crítica  |                        |
| Fonte                  | Avaliação              |
| AllMusic               | [ 3 ]                  |
| NME                    | [ 4 ]                  |
| Paste                  | 7.9/10                 |
| Clash                  | 7/10                   |
| Pitchfork              | 6.9/10                 |
| Exclaim!               | 7/10                   |
| PopMatters             | 7/10                   |
| The Guardian           | [ 10 ]                 |

## Posição nas paradas musicais
| Parada (2024)                             | Melhor posição |
| ----------------------------------------- | -------------- |
| Alemanha (Offizielle Deutsche Charts)     | 57             |
| Escócia (Official Scottish Albums)        | 19             |
| Reino Unido (UK Digital Albums)           | 13             |
| Reino Unido (UK Independent Albums Chart) | 6              |